# تپه ده‌بزان
تپه ده بزان مربوط به دوره اشکانیان - دوران‌های تاریخی پس از اسلام است و در شهرستان اسدآباد، بخش مرکزی، روستای ده بزان واقع شده و این اثر در تاریخ ۲۲ مرداد ۱۳۸۴ با شمارهٔ ثبت ۱۳۰۴۸ به‌عنوان یکی از آثار ملی ایران به ثبت رسیده است.